# Distrikt Callalli
Der Distrikt Callalli liegt in der Provinz Caylloma in der Region Arequipa in Südwest-Peru. Der Distrikt hat eine Fläche von 1538 km². Beim Zensus 2017 wurden 1458 Einwohner gezählt. Im Jahr 1993 lag die Einwohnerzahl bei 3152, im Jahr 2007 bei 2511. Die Distriktverwaltung befindet sich in der 3867 m hoch gelegenen Ortschaft Callalli mit 914 Einwohnern (Stand 2017). Callalli liegt 22 km nordöstlich der Provinzhauptstadt Chivay.
Im Distrikt Callalli befindet sich die Mollepunko-Höhle. Außerdem befinden sich nahe der Ortschaft Callalli imposante Felsformationen.

## Geographische Lage
Der Distrikt Callalli liegt in der Cordillera Volcánica im Osten der Provinz Caylloma. Der Nordosten des Distrikts wird vom Oberlauf des Río Colca in nordwestlicher Richtung durchflossen. Der Río Colca wird bei der Siedlung Chichas von der Talsperre Condoroma (span. Represa de Condoroma) aufgestaut. Später bildet der Fluss ein kurzes Stück die nordwestliche Distriktgrenze. Der Ort Callalli liegt im Westen des Distrikts am Südufer eines linken Nebenflusses des Río Colca knapp 2 km oberhalb dessen Mündung. 
Der Distrikt Callalli grenzt im Südosten an den Distrikt San Antonio de Chuca, im Südwesten an den Distrikt Yanque, im Westen an den Distrikt Chivay, im Nordwesten an die Distrikte Sibayo und Tisco, im Nordosten an den Distrikt Condoroma (Provinz Espinar) sowie im Osten an den Distrikt Santa Lucía (Provinz Lampa).